# Daku
Famille
Genre
Daku est un genre de l'embranchement des Acoela, le seul de la famille.

## Liste des espèces
Selon WRMS
- Daku riegeri Hooge & Tyler, 2008
- Daku woorimensis Hooge, 2003

## Référence
- Hooge, 2003 Two new families, three new genera, and four new species of acoel flatworms (Acoela, Platyhelminthes) from Queensland, Australia Cahiers de Biologie Marine 44 p. 275-298.